# Tangara icterocephala
La tangara goliplateada, (Tangara icterocephala), también denominada tangara goliplata (en Panamá, Ecuador y Colombia), tángara o tangará amarilla (en Colombia), tangara de garganta plateada (en Perú) o tangara dorada (en Costa Rica), es una especie de ave paseriforme de la familia Thraupidae, perteneciente al numeroso género Tangara. Es nativa del este de América Central y del noroeste de América del Sur. 

## Distribución y hábitat
Se distribuye desde las tierras altas del noroeste de Costa Rica, hacia el este y sur por Panamá, y por la pendiente del Pacífico del oeste de Colombia y Ecuador, hasta el extremo noroeste de Perú (Tumbes)..
En Costa Rica es un ave común que se encuentra de 600 a 1700 m de altitud en los niveles bajos y medios y en los bordes de los bosques húmedos de montaña y las zonas adyacentes semiabiertas, claras y oscuras con árboles. En temporada de fuertes lluvias descienden al nivel del mar. En su distribución sudamericana se encuentran principalmente entre los 500 y 1300 m de altitud, pero se puede encontrar en altitudes de entre 150 a 2100 m.

## Descripción
El adulto mide 13 cm de longitud y pesa 21 g. El macho es principalmente amarillo, con rayas negras en su espalda, y una garganta blanquecina bordeada por encima con una raya negra que se extiende hacia el malar. Las alas y la cola son de color negro con pálidos bordes verdes. Los sexos son similares, pero las hembras adultas son más opacas y verde con tintes de plumaje amarillo y manchas oscuras algunas veces en la corona. Los jóvenes son mucho más opacos y verdes, con las alas, cola y espalda oscuras, y rayas en el malar, una garganta gris y verde oscuro en los bordes de las alas.

## Comportamiento
Se presentan en pares, grupos pequeños, o como parte de un bando de especies mixtas cuando se alimentan. Se alimentan de frutos pequeños (generalmente se los tragan enteros), insectos y arañas.
Construyen un nido en forma de copa compacta, a una altura de uno a trece metros en la rama de un árbol. El empolle normal es de dos huevos con manchas marrón y blanco opaco.
No canta, el llamado característico es un fuerte «zziip» bullicioso.

## Sistemática

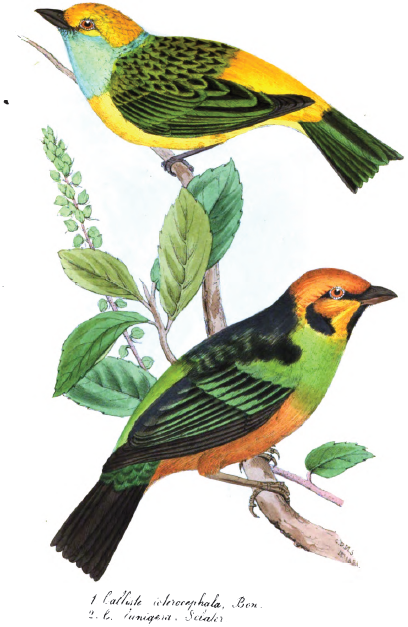
Calliste lunigera = Tangara lunigera (abajo) y Calliste icterocephala = Tangara icterocephala (arriba), ilustración de Catherine Strickland en Contributions to ornithology, 1851.

### Descripción original
La especie T. icterocephala fue descrita por primera vez por el zoólogo francés Charles Lucien Bonaparte en 1851 bajo el nombre científico Calliste icterocephala; su localidad tipo es: «valle de Punta Playa, sur de Quito, Ecuador».

### Etimología
El nombre genérico femenino Tangara deriva de la palabra en el idioma tupí «tangará», que significa «bailarín» y era utilizado originalmente para designar una variedad de aves de colorido brillante; y el nombre de la especie «icterocephala» se compone de las palabras del griego «ikterus»: amarillo icterício, y  «kephalos»: de cabeza.

### Taxonomía
Los amplios estudios filogenéticos recientes demuestran que la presente especie es hermana de Tangara florida, y el par formado por ambas es hermano de Tangara arthus.

### Subespecies
Según las clasificaciones del Congreso Ornitológico Internacional (IOC) y Clements Checklist/eBird v.2019 se reconocen tres subespecies, con su correspondiente distribución geográfica:
- Tangara icterocephala frantzii (Cabanis), 1861 – tierras altas húmedas de Costa Rica y oeste de Panamá.
- Tangara icterocephala oresbia Wetmore, 1962 – montañas del centro oeste de Panamá.
- Tangara icterocephala icterocephala (Bonaparte), 1851 – este de Panamá (Darién) y del oeste de Colombia hasta el extremo noroeste de Perú.

### Bobliografía
- Restall, R.L., Rodner, C., & Lentino, M. (2006). Birds of Northern South America. Christopher Helm, London. ISBN 0-7136-7243-9 (vol. 1). ISBN 0-7136-7242-0 (vol. 2).
- Stiles and Skutch. A guide to the birds of Costa Rica. ISBN 0-8014-9600-4.